# 리엄 페인
리엄 제임스 페인(영어: Liam James Payne, 1993년 8월 29일~2024년 10월 16일)은 잉글랜드의 가수로, 원 디렉션의 일원이다. 
2024년 10월 16일 아르헨티나 부에노스아이레스 팔레르모 소재의 호텔 3층 발코니에서 추락해 사망했다.

## 음반 목록

### 싱글(EP 포함)
- Strip That Down(2017)
- Get Low(2017)
- Bedroom Floor(2017)
- First Time(2018)
- Polaroid(2018)
- Stack it up(2019)
- All I Want For(2019)

### 앨범
- Liam Payne(2019)